# Antonín Mrkos
Antonín Mrkos, češki astronom, * 27. januar 1918, Střemchoví, Avstro-Ogrska (danes Češka), † 29. maj 1996, Praga, Češka.

## Delo
Odkril je 274 asteroidov in komete 18D/Perrine-Mrkos, 45P/Honda-Mrkos-Pajdusakova, 124P/Mrkos, 143P/Kowal-Mrkos in C/1957 P1.
Po njem so poimenovali asteroid 1832 Mrkos.